# Dalemse Molen

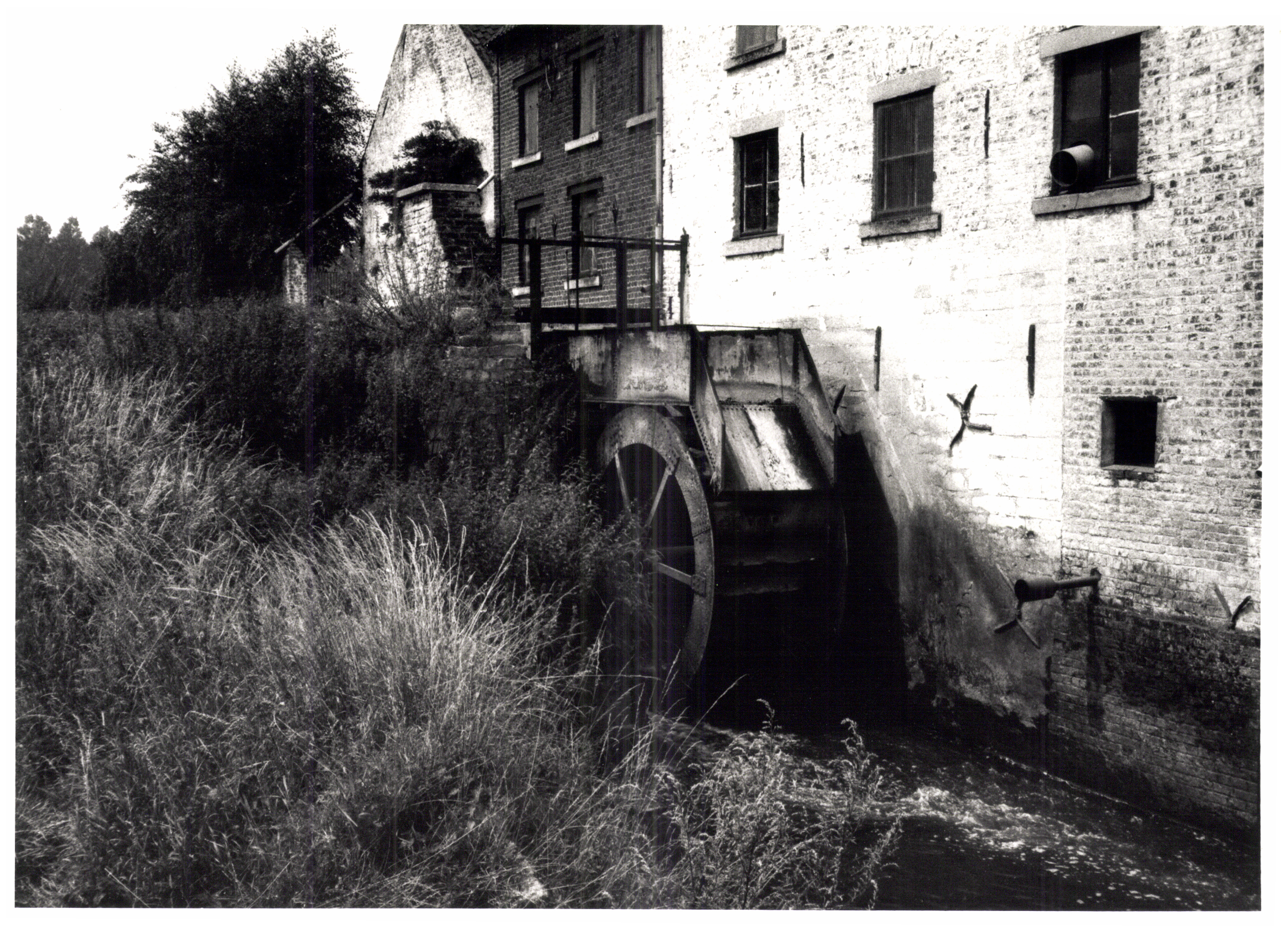
Dalemse Molen voor verwijdering van het rad

De Dalemse Molen is een watermolen in de tot de Vlaams-Brabantse gemeente Tienen behorende plaats Vissenaken, gelegen aan de Vissenakenstraat 612.
Deze bovenslagmolen op de Velpe fungeerde als korenmolen.

## Geschiedenis
De molen werd voor het eerst vermeld omstreeks 1380 en later in 1485. Oorspronkelijk stond de molen bekend als Molen van Streek en pas vanaf de 17e eeuw werd hij de Dalemse Molen genoemd.
Het waterrad was in bedrijf tot 1973. Nadien werd nog met een motor gemalen. In 1993 werd de molen gerestaureerd maar het waterrad werd in 2010 verwijderd.

## Gebouw
Het betreft een gesloten gebouwencomplex dat onder meer het molenhuis, de molenaarswoning en een dwarsschuur omvat. Het geheel is in baksteen gebouwd met gebruik van Gobertangesteen, onder andere voor de watergevel. De voorgevel van molenhuis en molenaarswoning is iets voor 1842 gebouwd.